# Anle

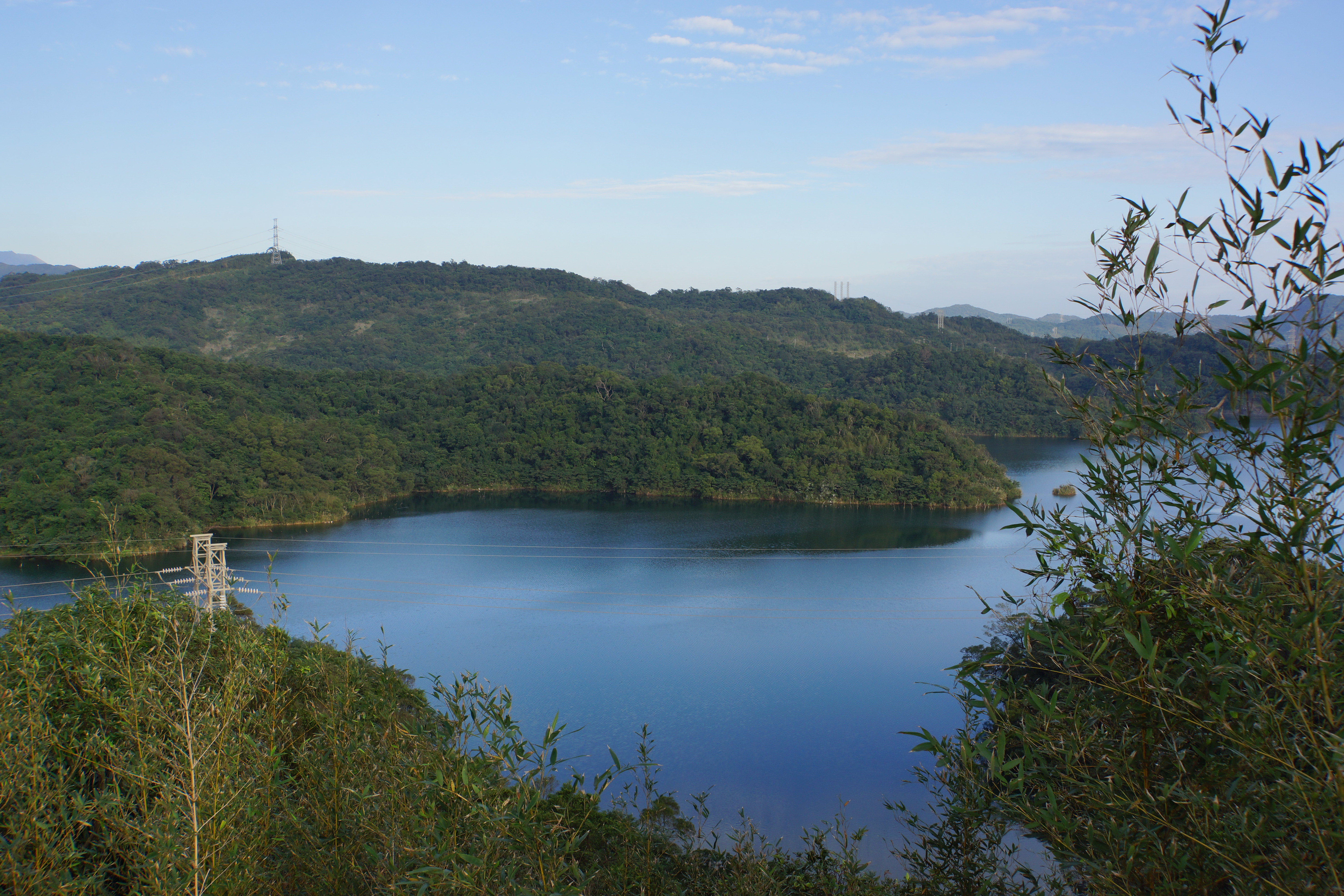
Réservoir de Shin-shang

Anle District (Chinois traditionnel: 安樂區 ; pinyin: Ānlè Qū) est un district de la municipalité de Keelung, à Taïwan. 

## Géographie
- Superficie : 18,025 km²
- Population : 82 338 habitants (novembre 2017) [1]

## Divisions Administratives
Le district d'Anle se subdivise en 14 villages:
- Anguo
- Baoding
- Daitiansfu
- Dawulun
- Gangkou
- Guanyin
- Maijin
- Qingrenhu
- Siding
- Sincheng
- Sinhuei
- Sinlun
- Wuling
- Yinggeshi [2]

## Attractions touristiques
- Port de pêche d'Au-de
- Fort Dawulun
- Lovers Lake
- Temple Shi-fang-da-jyue
- Réservoir de Shin-shang

## Personnalité liée au district
- Lu Shiow-yen, maire de Taichung